# Hình tượng con mèo trong văn hóa
Mèo đã sống gần gũi với loài người ít nhất 9.500 năm, Cho đến gần đây, mèo được cho rằng đã bị thuần hóa trong thời kỳ Ai Cập cổ đại, nơi chúng được thờ cúng và hiện nay chúng là con vật cưng phổ biến nhất trên thế giới với hơn 600 triệu con. và mèo đã trở thành con vật quen thuộc của nhiều gia đình, là người bạn thân thiết của trẻ con và các thiếu nữ.
Sự kết hợp giữa con người và loài mèo dẫn tới việc nó thường được khắc họa trong các truyền thuyết và thần thoại tại nhiều nền văn hoá, gồm truyền thuyết và thần thoại Ai Cập cổ, Trung Quốc cổ, Na Uy, và vị Vua xứ Wales thời Trung Cổ, Hywel Dda (người Tử tế) đã thông qua bộ luật bảo vệ động vật đầu tiên trên thế giới bằng cách đặt ra ngoài vòng pháp luật hành động giết hại hay làm tổn hại tới mèo, với những hình phạt nặng nề cho những kẻ vi phạm.
Mèo là một trong mười hai con giáp tại Việt Nam, đại diên cho năm Mão (chữ Hán: 卯). Tại Trung Quốc con giáp ứng với năm Mão là con thỏ. Theo Philippe Papin thì vì âm đọc của chữ "mão" 卯 trong tiếng Hán gần giống với "mèo" cho nên người Việt đã lấy luôn con mèo làm con giáp đại diện cho năm Mão.
Mèo thỉnh thoảng bị coi là ma quỷ, ví dụ như nó không mang lại may mắn thậm chí là điềm xui xẻo hay thường đi liền với những mụ phù thủy trong nhiều nền văn hoá Trung cổ đặc biệt là những con mèo đen. Trong nhiều nền văn hóa của Thế giới, mèo có khuynh hướng được xem là sự ẩn dụ của nữ giới, và tại Nhật người ta cũng ví Nekomata với sự tà ác của người đàn bà.

## Tổng quan
Mèo có nhiều loại và có nhiều bộ lông khác nhau. Tuỳ theo bộ lông mà người ta gọi mèo trắng (lông màu trắng), mèo mướp (lông màu xám có vằn đen nhạt), mèo nhị thể (lông hai màu thường là đen trắng hoặc vàng xám hay vàng trắng), mèo tam thể (lông ba màu thường là vàng, trắng, xám...), mèo đen (lông đen tuyền). Mèo đen có nơi gọi là linh miêu. Trong các nền văn hóa khác nhau trên thế giới, ý nghĩa biểu tượng của mèo rất không thuần nhất, vừa xấu vừa tốt. Điểu này có thể giải thích bằng thái độ vừa dịu dàng, vừa vờ vĩnh của con vật này. Mèo nhà đã trở nên phổ biến khắp thế giới trong suốt Thời đại khám phá, vì chúng được đưa lên những chiếc thuyền buồm để diệt chuột trong khoang thuyền và được xem là loài mang lại may mắn:223 tại thời điểm đó mèo được coi là dấu hiệu của may mắn. Trong phong thủy, con mèo được xem là linh thú cát tường, có thể nhờ linh lực của nó để hóa giải sát khí. Về chất liệu thì Mão thuộc Mộc cho nên lựa chọn con mèo phong thủy là mèo gỗ, bằng đá hoặc bột đá, nếu làm bằng kim loại hoặc ngọc thì linh khí ôn hòa, không phát huy tác dụng. Về màu sắc, bản thân con mèo là loài vật ôn hòa, cho nên màu sắc nền nã được coi là thích hợp cho biểu tượng mèo, nhất là màu trắng, hoặc pha chút hồng. Tuy nhiên khi chưng mèo phong thủy còn có tác dụng chiêu nạp Tài Lộc, nên màu vàng tượng trưng cho sự vàng son luôn được sử dụng nhiều nhất, mèo có màu vàng người Trung Quốc còn gọi là Kim Mão (kèm theo biểu tượng của giỏ tiền, nén vàng)
Trong thế giới đạo Phật, mèo bị chê trách là con vật đã cùng với con rắn không mảy may xúc động trước sự từ trần của Đức Phật. Ở Ấn Độ, người ta tìm thấy tượng những con mèo khổ hận biểu thị cho phúc lạc của thế giới động vật. Ở Trung Quốc cổ đại, mèo hay được xem như một con vật báo lành và người ta bắt chước điệu bộ của nó cũng như con báo, trong các điệu múa nông nghiệp. Ở Campuchia, người ta vẫn nhốt mèo vào lồng rồi vừa đi vừa ca hát, rước nó từ nhà này sang nhà kia để cầu mưa. Trong Kabbale (truyền thuyết của đạo Do Thái) cũng như trong đạo Phât, mèo được liên kết với rắn để chỉ sự tội lỗi, sự lạm dụng những phúc lợi ở thế gian này.

## Văn hóa

### Trên thế giới
Một số tôn giáo cổ tin rằng mèo là những linh hồn cao quý, người bạn đồng hành, hay người hướng dẫn cho con người, và rằng mèo rất thông thái nhưng do không biết nói nên không thể gây ảnh hưởng đến những quyết định của con người. Ở Ai Cập cổ đại, mèo là loài vật thần thánh, với truyền thuyết về vị nữ thần Bast thường được miêu tả trong hình dạng một con mèo, khi chiến tranh thì hóa thành một con sư tử cái.:220 Khi mèo chết, cả gia đình đi đưa tang và cơ thể của chúng sẽ được ướp xác như con người. Ở nhiều quốc gia, người ta thường cho rằng mèo có chín mạng, còn tại một số khu vực nói tiếng Tây Ban Nha thì cho rằng mèo có bảy mạng, riêng trong văn hóa Ả rập và Thổ Nhĩ Kỳ, mèo có sáu mạng. Bí ẩn này xuất phát từ sự mềm dẻo và nhanh nhẹn của mèo khi thoát khỏi những tình huống nguy hiểm đe dọa đến tính mạng.
Còn ở đạo Hồi tuy không có động vật thần thánh nào, nhưng một vài quyển sách đã ghi lại rằng thánh Muhammad có nuôi một con mèo cưng tên là Muezza. Thánh yêu mèo đến mức "Người thà không mặc áo khoác còn hơn là làm phiền một con mèo đang ngủ trên chiếc áo". Ở Bắc Âu, Freyja — nữ thần của tình yêu, sắc đẹp và sự sinh sôi trong thần thoại Bắc Âu — được miêu tả là thường cưỡi trên một chiếc xe kéo bởi mèo. Văn hóa dân gian của người Do Thái và nền văn minh Babylon mèo đen là biểu tượng của một con rắn cuộn vào lò sưởi. Ở Scotland, một con mèo đen xuất hiện trên hiên nhà chính là dấu hiệu của sự thịnh vượng sắp đến cho nên vợ của các ngư dân giữ mèo đen trong nhà với niềm tin rằng chúng có thể ngăn chặn mọi điều xấu xảy ra với những người thân yêu của họ khi đang trên biển.

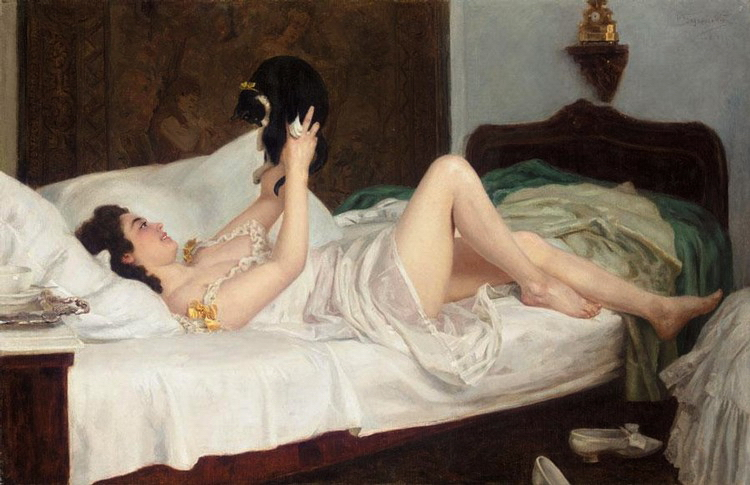
Mèo đen thường được coi là biểu hiện của điềm xấu

Bên cạnh đó, nhiều nền văn hóa lại có cái nhìn tiêu cực về loài mèo. Điển hình là niềm tin về việc một con mèo đen băng ngang đường người nào đang đi thì người đó sẽ gặp xui xẻo, hoặc chuyện mèo là những phụ tá cho các mụ phù thủy, giúp các mụ gia tăng công lực. Điều này dẫn đến việc lùng diệt mèo rộng khắp châu Âu trong thời trung cổ. Chính việc tiêu diệt mèo đã làm tăng số lượng chuột, góp phần gây ra Cái chết Đen lây lan bởi bọ chét trên người những con chuột bệnh. Việc tàn sát mèo ở Ypres trong thời Trung Cổ nay được tưởng nhớ bằng lễ hội mèo Kattenstoet tổ chức 3 năm một lần.
Ngày trước, Giáo hội Công giáo đôi khi cho rằng mèo là ma quỷ, điềm xui, dù là mèo đen hay mèo trắng thì chúng cũng vậy. Vào thế kỷ XVII, mèo đen là cặp đôi với phù thủy, thay vì được tôn thờ, nó lại trở thành một con vật đáng sợ. Chúng được sử dụng trong những nghi lễ hiến tế như là vật hi sinh. Ở Ai-len, khi một con mèo đen đi qua trước mặt thì có nghĩa rằng bệnh tật sẽ đến. Ở Roma, Moldavia và Cộng hòa Séc, quan niệm một con mèo đen đi ngang qua trước mặt bạn sẽ mang lại điềm xui vẫn còn tồn tại cho đến ngày nay.

### Nhật Bản

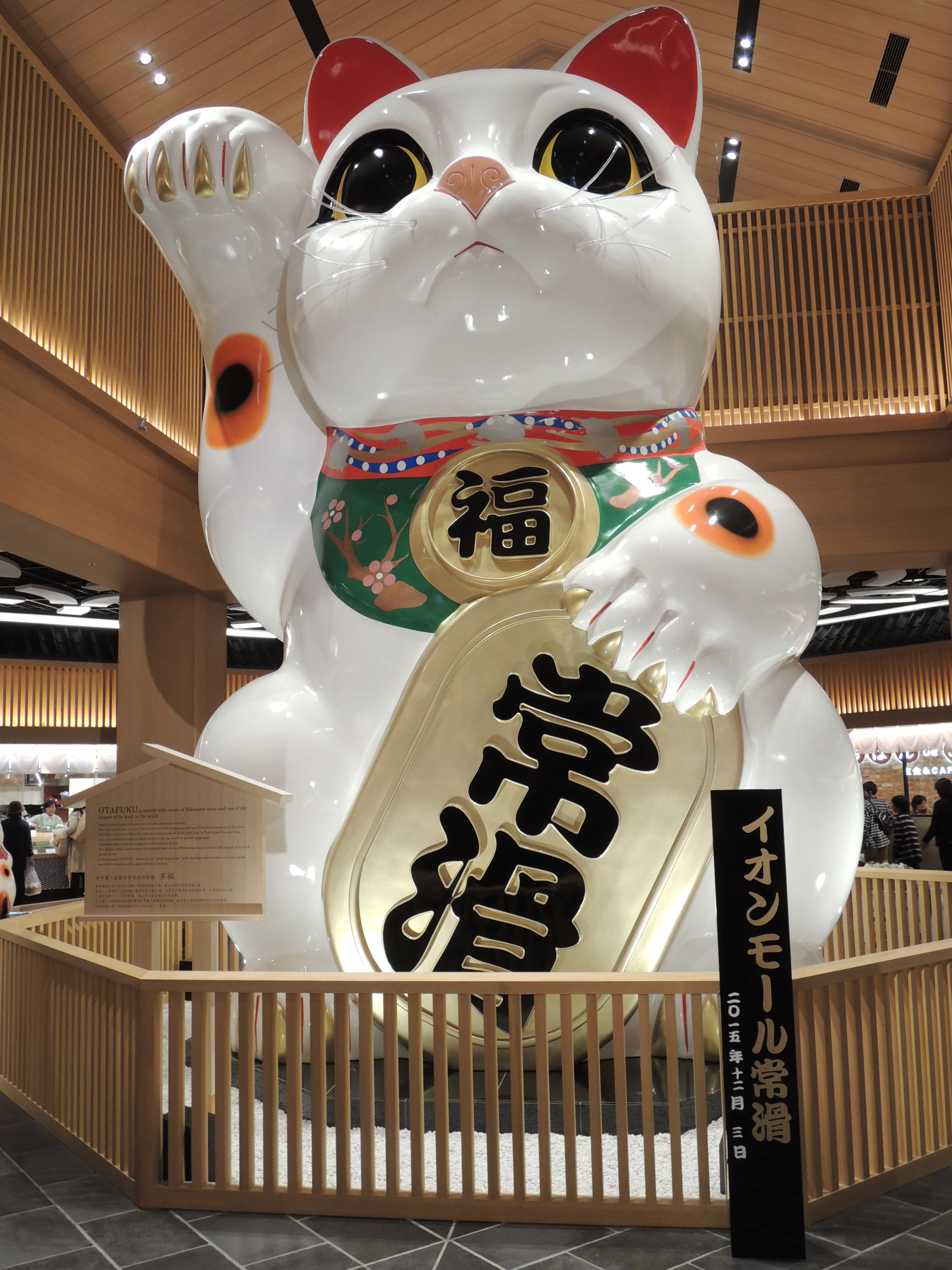
Tượng mèo maneki neko

Trong văn hóa dân gian Nhật Bản, giống như ở nhiều nước khác, mèo được xem là một sinh vật tượng trưng cho sự xảo quyệt và nỗi sợ hãi và được gán cho nhiều năng lực siêu nhiên. Tuy nhiên, trong khi những con mèo đuôi dài được xem là miêu hựu (猫又), một dạng "mèo ác", thì mèo cộc đuôi Nhật Bản được xem như là biểu tượng của triển vọng tốt đẹp và tương lai hứa hẹn. Hình tượng maneki neko - biểu thị cho may mắn - thường thể hiện một con mèo cộc đuôi trong tư thế ngồi bằng hai chân sau với một chân trước giơ lên cao. Mèo cộc đuôi Nhật Bản cũng xuất hiện nhiều trong hội họa truyền thống của nước này. Tại Nhật Bản, tượng mèo Maneki Neko là biểu tượng của sự phú quý, giàu có.
Nekomata được cho do mèo nhà nhiều tuổi (40 hoặc 100 tuổi trở lên) biến hóa thành. Trong tiếng Nhật, "neko" nghĩa là con mèo, "mata" nghĩa là chạc cây phân nhánh, đầu chĩa ba phân nhánh, vật có dạng hình chạc cây. Khi Nekomata nguyền rủa ểm hại người thì nó đứng chồm trên hai chân để rủa người đó. Người Nhật còn tin rằng những người thường hay hành hạ mèo sẽ bị nó ám hại. Nếu con Nekomata tu luyện thêm thì nó sẽ sống lâu đến bất tận và được gọi là Nekoshō (猫魈). Tại Trung Quốc cũng có truyền thuyết về loài yêu quái tên là "tiên ly" (âm Nhật đọc là Senri) có nhiều điểm tương đồng với Nekomata. Tiên ly là loài mèo núi sống lâu thành tinh, có thần thông biến hóa thành mỹ nam mỹ nữ để hút tinh khí của con người.

### Việt Nam

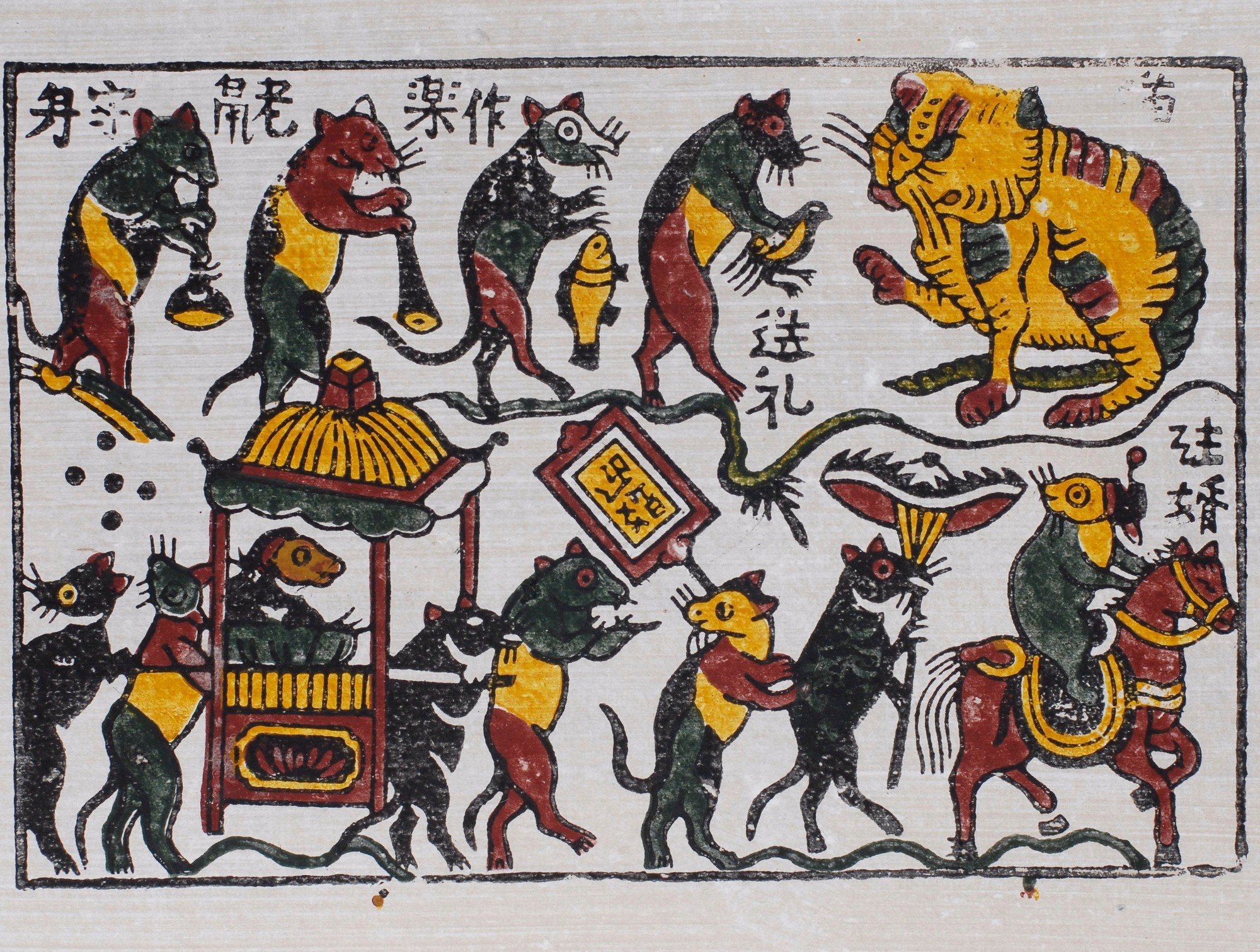
Mèo xuất hiện trong tranh Đông Hồ "Đám cưới chuột".

Mèo được xem là linh vật thứ 4 trong lịch Can Chi 12 con giáp ở Việt Nam, đại diện cho năm "Mão". Không chỉ vậy, mèo còn xuất hiện trong hai bức tranh Đông Hồ ở Việt Nam là "Đám cưới chuột" và "Trạng chuột vinh quy" hay chạm khắc ở đình làng Bình Lục (Quảng Ninh), chạm nổi chùa Linh Quang (Hải Phòng). Mèo thậm chí còn đã truyền cảm hứng cho một loại võ thuật với dáng đi uyển chuyển, không tiếng động, êm như mèo, giỏi leo trèo, nhảy vọt được gọi là võ mèo hay miêu quyền như bài võ "Miêu tẩy diện" với 32 động tác; "Linh miêu độc chiến" và "Bạch miêu quyền". Hình tượng con mèo cũng xuất hiện trong cao dao, tục ngũ Việt Nam như: "Tiu nghỉu như mèo cắt tai", "Mèo khen mèo dài đuôi", "Lèo nhèo như mèo vật đống rơm", "Con mèo mà trèo cây cao/ Hỏi thăm chú chuột đi đâu vắng nhà/ Chú chuột đi chợ đường xa/ Mua mắm, mua muối giỗ cha chú mèo",...
Ở Việt Nam cũng có nhiều người mê tín rằng nếu mèo đen nhảy qua xác một người mới chết, người đó sẽ hóa thành quỷ nhập tràng. Và dân gian vẫn lưu truyền câu tục ngữ: Mèo đến nhà thì khó, chó đến nhà thì sang. Tranh khắc gỗ làng Đông Hồ ở Việt Nam có hai bức tranh "Đám cưới chuột" và "Trạng chuột vinh quy" trong đó có vẽ hai con chuột đem cá và chim đến cho mèo. Hai bức tranh này gần giống nhau, dựa theo những chữ Hán và chữ Nôm trong tranh mà người ta sẽ gọi là "Đám cưới chuột" hay "Trạng chuột vinh quy". Người H'Mông còn được người Việt gọi là người Mèo. Không có bằng chứng cho thấy "mèo" trong "người Mèo" có nghĩa là "con mèo". Ở Lào họ được gọi là "Mẹo". Tại Trung Quốc người H'Mông được gọi là "Miêu", viết bằng chữ Hán là "苗", tự dạng và ý nghĩa không giống với chữ "miêu" 貓 có nghĩa là "con mèo". Ở Việt Nam cũng có Có giai thoại vui liên quan đến Tú Xuất về mèo biết mói.
Người chết chưa khâm liệm nếu không canh kỹ, để linh miêu nhảy qua, xác chết sẽ bật dậy ngay. Mèo ma nhất là loại sinh vào giờ Mão (5 - 7 giờ sáng), tháng Mão, năm Mão, bị nghi ngờ có liên hệ với cõi âm nhiều nhất. Người ta cho rằng, mèo gào vào nửa đêm là điềm báo sẽ có tai ương, kêu 7 tiếng thì sẽ có người phải lìa đời, còn kêu 9 tiếng thì như oan hồn người chết về nhập vào con mèo như muốn đi đòi mạng người còn sống. Những con mèo hay gào vào đêm người ta cho rằng chúng là quỷ dữ, chuyên báo hiệu cái chết.

## Trong võ thuật
Mèo cũng là động vật đem lại cảm hứng cho võ thuật với dáng đi uyển chuyển, không tiếng động, êm như mèo, giỏi leo trèo, có khả năng nhảy vọt là nguồn cảm hứng môn khinh công. Mèo có những cú cào, tát với hai bộ móng sắc ra đòn nhanh như chớp là cảm hứng về trảo. Võ mèo hay miêu quyền cũng là một trong những môn võ hay, những động tác mô phỏng của mèo có thể chuyển hóa, phổ quát thành các bài võ, đòn thế tự vệ, chiến đấu hữu hiệu Ở Việt Nam, võ mèo xuất hiện rất sớm và bài Miêu tẩy diện (mèo rửa mặt) là một trong những bài võ mèo tồn tại lâu đời với khoảng 32 động tác. Ngoài ra còn có một số bài võ mèo tiêu biểu như Linh miêu độc chiến và Bạch miêu quyền.

## Đại chúng

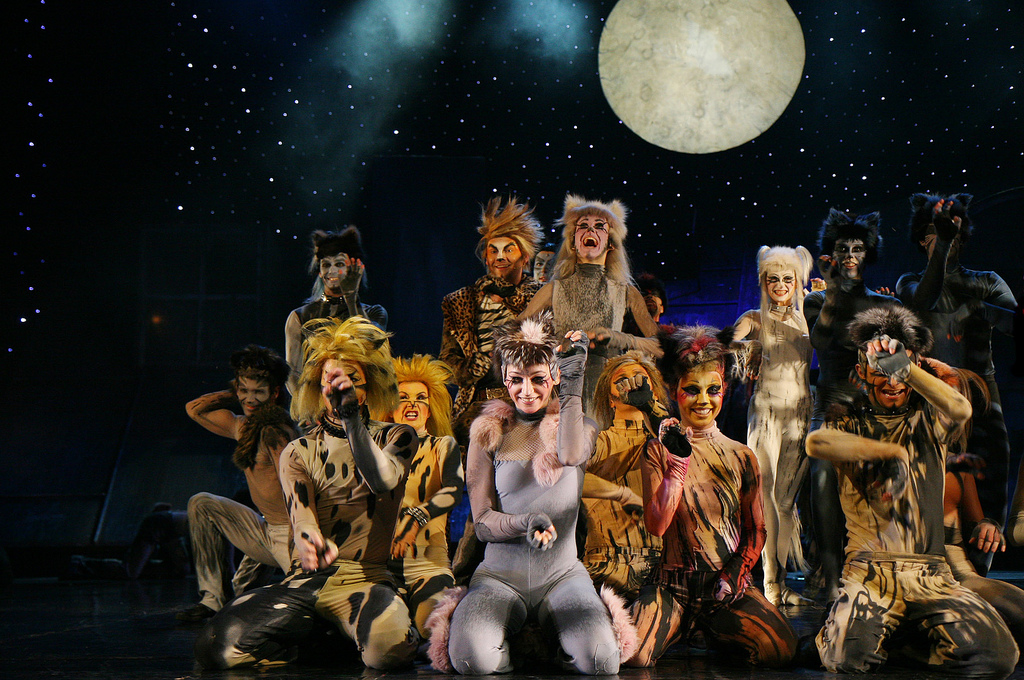
Diễn viên Nhạc kịch Cats

Chú mèo được tái hiện trong văn hóa hiện đại với các hình tượng tranh ảnh, hoạt hình, truyện tranh với những chú mèo ngộ nghĩnh, đáng yêu như: Mèo đi hia, Mèo Kitty (con thú cưng gối đầu của nhiều bạn trẻ), Mèo Tom trong loạt phim hoạt hình Tom và Jerry của Mỹ, chú Mèo Luna trong Thủy thủ Mặt Trăng. Và đặc biệt là hình tượng chú mèo máy Đô-rê-mon trong loạt truyện tranh Doraemon nổi tiếng của Nhật Bản. Bên cạnh đó, ở Nhật Bản, có chú mèo 11 tuổi tên Shironeko chỉ có mỗi đặc điểm là béo và ngủ nhiều Những chú mèo trong Gia đình mèo quý tộc.
Một số biểu tượng khác như: Con mèo của Schrödinger là một thí nghiệm tưởng tượng nghĩ ra bởi Erwin Schrödinger, hệ thống đo đạc có vướng víu lượng tử với con mèo. Grumman F-14 Tomcat (mèo đực) là một loại máy bay siêu âm cánh cụp cánh xòe 2 động cơ 2 chỗ ngồi. Trong tác phẩm Bác Fyodor, con chó và con mèo (tiếng Nga: Дядя Фёдор, пёс и кот) có chú mèo có biệt danh Thủy Thủ Lang Thang trong nhà. Mèo đi hia (tiếng Anh: Puss in Boots) là một bộ phim hoạt hình 3D năm 2011, bộ phim nói về cuộc đời của Mèo đi hia tên Puss. Mèo Con là một bộ phim hoạt hình của đạo diễn Ngô Mạnh Lân, ra mắt lần đầu năm 1966. Truyện phim phỏng theo truyện ngắn Cái Tết của Mèo Con của nhà văn Nguyễn Đình Thi. Chuyện phim kể về chú Mèo Con từ lúc còn nhỏ bé, ngây thơ đến khi trưởng thành, đủ sức đánh bại lão Chuột Cống gian ác.

### Anime

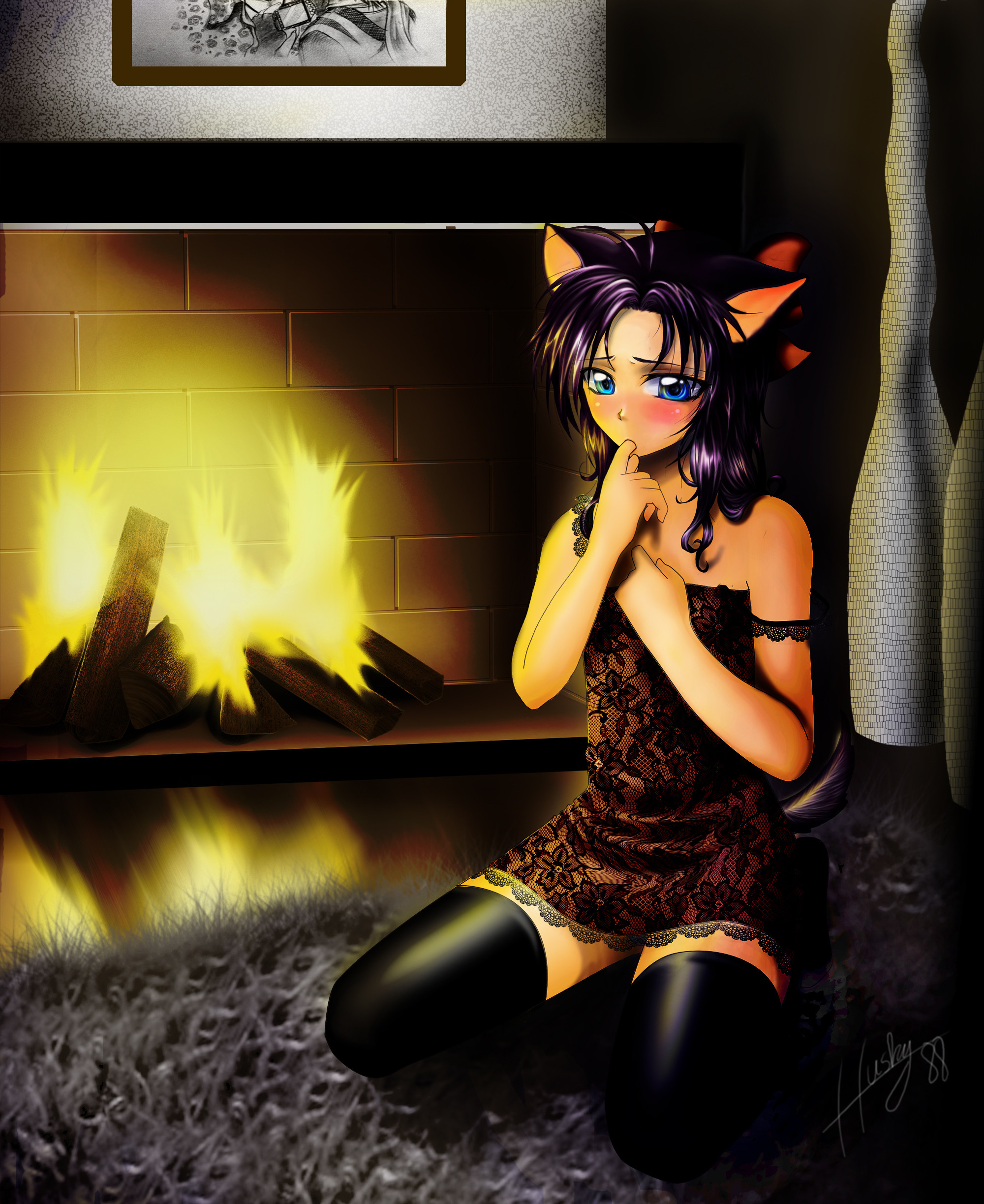
Một miêu nhĩ trong Anime Nhật Bản

Ở Nhật Bản, trong truyện tranh và hoạt hình còn có hình tượng của những cô Miêu Nhĩ (Nekomimi), đây là một dạng nhân vật nữ mang đôi tai mèo, đuôi mèo hoặc có những đặc điểm giống như mèo khác. Một nekomimi thường xuất hiện trong anime, manga, cosplay hoặc actual body parts, kể cả trong một số game video. Đó là hình tượng của những nhân vật (con người) đôi khi được cho "mọc" thêm tai mèo và đuôi mèo nhằm thể hiện tính cách dễ bị kích động của họ, thường kết thúc câu nói của họ bằng tiếng nya, từ tượng thanh của Nhật Bản thể hiện tiếng kêu "meo meo" của loài mèo.
Nhân vật truyện tranh Hello Kitty được thể hiện dưới dạng mèo cộc đuôi Nhật Bản như là một biểu tượng của sự dễ thương tròng văn hóa nhạc pop Nhật Bản hiện đại. Nhân vật Muta trong phim hoạt hình Neko no Ongaeshi được xây dựng dựa trên một con mèo hoang loại cộc đuôi Nhật vốn thường lai vãng ở gần Studio Ghibli. Trong Game Đấu trường đẫm máu có nhân vật Uriko (miêu nữ) là Mèo (nửa thú), đặc trưng với cách chiến đấu: Thiếu lâm Nhật Bản (Kenpo) với các đòn thế của miêu quyền (võ mèo) với đặc trưng là đánh chớp nhoáng bằng những cú cào cấu. 

### Comic
Trong văn hóa hiện đại phương Tây có các hình thức miêu nhĩ mang nhiều đặc tính của loài mèo hơn, ví dụ việc toàn bộ cơ thể bao phủ bởi lông mèo và việc mang móng vuốt của mèo là hai đặc điểm nổi bật về diện mạo của miêu nhĩ phương Tây. Các miêu nhĩ châu Âu thường có dạng mèo mang tính thuyết hình người (anthropomorphism). Đồng thời các miêu nhĩ phương Tây cũng thường xuất hiện trong các tác phẩm khoa học viễn tưởng của phương Tây, hình tượng người mèo (werecat) mới là hình tượng thật sự chiếm ưu thế trong văn hóa đại chúng châu Âu. Những người mèo châu Âu chủ yếu là phụ nữ và họ thường mang những đặc tính về ngoại hình và tính cách giống như các miêu nhĩ như Magic: The Gathering (nhân vật Mirri và Purraj) và game d20 Munchkin Monster Manual.

## Những chú mèo
Hình ảnh của những con mèo trong văn hóa đại chúng:
- Chú mèo Tom trong bộ phim hoạt hình dài tập Tom và Jerry là một trong những chú mèo nổi tiếng nhất thế giới, nổi bật là sự hài hước và thú vị của mình trong loạt phim Tom và Jerry.
- Chú mèo máy Doraemon hay mèo ú mê ăn bánh rán và sợ chuột, với chiếc túi thần kỳ là người bạn thân thiết của trẻ em Nhật Bản và cả Việt Nam.
- Doraemi là em gái của Doraemon, một cô bé mèo máy thông minh vượt trội, chu đáo và dễ thương.
- Mèo Kitty là một biểu tượng văn hóa của đất nước Nhật Bản, cô mèo hiền lành, nhỏ bé, xinh xắn và dễ thương.
- Mèo đi hia là nhân vật chính trong câu chuyện cổ tích Chú mèo đi hia mà trẻ em trên thế giới đều biết.
- Chú mèo Maneki neko, chú mèo vẫy tay phải, tượng trưng cho sự may mắn.
- Mèo Cheshire là nhân vật trong câu chuyện Alice ở xứ sở thần tiên. Được biết đến với cái miệng rộng ngoác và nụ cười tinh nghịch.
- Mèo Felix chính là chú mèo đầu tiên xuất hiện trên màn ảnh. Cái tên Felix với ý nghĩa là may mắn.
- Chú mèo Garfield là một con mèo ú màu cam rực rỡ, béo ịch, lười biếng (con mèo lười).
- Mèo Oggy là một chú mèo màu xanh dương, nhân vật chính của bộ phim Mèo Oggy và những chú gián tinh nghịch. Oggy có một cô bạn gái là Olivia.
- Chú mèo Leopold là nhân vật chính loạt phim hoạt hình của hãng Ekran (từ năm 1975 đến 1993).
- Rokumon là một chú mèo đen phụ tá cho các thần chết trong truyện Rinne - Cảnh giới luân hồi. Rokumon ở hình dạng chính: một chú mèo đen với khuôn mặt người, hình dạng một khuôn mặt mèo quỷ khổng lồ để hù dọa người và hình dạng một chú mèo đen dễ thương khi cậu xin ăn.
- Mèo Luna: một con mèo hoang bị bọn trẻ xấu tính chọc phá, trên trán chú mèo có băng keo dính, đó là một vết sẹo hình lưỡi liềm. Và chú mèo đã tới tìm Usagi và nói với cô rằng nó tên là Luna và đang trên đường tìm kiếm những chiến binh cứu lấy Trái Đất và Mặt Trăng. Luna đã ban phép cho cô trở thành Thủy thủ Mặt Trăng với vũ khí là vương miện Mặt Trăng gắn trên trán.
- Nakano Azusa trong K-ON!, cô liên tục là nạn nhân bởi các cử chỉ thân thiết thái quá của Yui[12] và có biệt danh là Azu-nyan sau khi thử đeo một đôi tai mèo và kêu meo ("nyan" có nghĩa tương đương với "meow" (tiếng mèo) trong từ vựng tiếng Nhật).
- Kuroemon: có vẻ bề ngoài khá giống Doraemon trong bộ truyện tranh có liên quan nhưng thay vào đó là toàn thân đen xì mà đặc biệt là cái đuôi có hình lưỡi sét.
- Shiroemon: có vẻ bề ngoài khá giống Doraemon trong bộ truyện tranh có liên quan nhưng không có đường kẻ dọc qua sống mũi và toàn thân trắng tuốt mà đặc biệt là cái đuôi có hình lưỡi sét.
- Shichimi trong Negima!? biến thành một con mèo, là một nhân vật có lý trí. Trong tác phẩm, tứ chi của cô thường không lộ ra ngoài trừ phi cô đang cầm hay cào vật gì đó.Cô thường xuyên ở trong hình dạng của một con mèo nên cô thường hay kêu thêm tiếng "mya" (Nhật: ミャ?) (phát âm gần giống tiếng kêu meo của loài mèo) vào cuối mỗi câu nói của mình.
- Chobi trong Nàng và Con mèo của Nàng, lời kể chuyện của con mèo về cô chủ của nó, là một chú mèo đực đi lạc ngoài nhà của Nàng. Trong anime: Loài mèo tập hợp. Tức giận sự thờ ơ của con người, Chobi cùng những con mèo khác tập hợp ban đêm để bày kế trả thù họ.
- Trong Doraemon: Nobita ở vương quốc chó mèo có con mèo Ướt Sũng là một con mèo đang dầm mưa, Nobita nhận nuôi nó, đặt tên cho nó. Sami - một cô mèo vừa xinh đẹp vừa hát hay. Doraemon lao lên sân khấu tặng Sami một chuỗi ngọc trai. Nekojara (Hắc Miu, Hắc Miêu) - hậu duệ của con mèo Ướt Sũng.
- Một nhân vật Mèo trong bộ phim Hãy đợi đấy!, một chuyên gia trong lĩnh vực ảo thuật. Nó xuất hiện trong vài cảnh biểu diễn xiếc trong 2 tập phim "Trong công viên thành phố" và "Trong rạp xiếc". Con mèo này là một thuật sĩ tốt, nhưng lại rất tự cao và rất thích được tán thưởng.
- Scrapper trong Mr. Bean (phim hoạt hình) là con mèo 1 mắt của bà Wicket. Nó ghét con người, đặc biệt là Mr. Bean dù nó luôn giả vờ tình cảm với chủ của mình.
- Pidsley là một chú mèo khó chịu trong Shaun the Sheep. Chú luôn muốn mình là con vật được yêu quý nhất của người nông dân, thường xuyên ganh tị với Bitzer và hay tìm cách phá bĩnh những chú cừu.

## Trong thành ngữ
Mèo được nhắc nhiều đến trong thành ngữ, tục ngữ, ca dao, ca nhạc. Nó là con vật đóng góp rất nhiều trong ca dao, tục ngữ Việt Nam, mèo hiện thân của sự thanh cảnh, tao nhã những cũng là kẻ ương ngạnh khi hay ăn vụng, khó bảo. Tục ngữ, ca dao còn để lại nhiều bài học sống sâu sắc từ những câu ca, câu chuyện về mèo và chuyện mèo là chuyện nhân sinh.
- Mèo già hóa cáo[20] ám chỉ sự sống lâu và trở nên tinh ranh.
- Mèo con bắt chuột cống
- Mèo nhỏ bắt chuột con
- Nam thực như hổ, nữ thực như miu
- Ăn nhỏ nhẻ (thỏ thẻ) như mèo
- Có ăn nhạt mới thương tới mèo
- Chưa biết mèo nào cắn mỉu nào
- Con mèo mà trèo cây cau/Hỏi thăm chú chuột đi đâu vắng nhà/Chú chuột đi chợ đàng xa/Mua mắm, mua muối giỗ cha chú mèo.
- Chó treo, mèo đậy
- Cơm treo, mèo nhịn đói
- Buộc cổ mèo, treo cổ chó
- Chỉ chó mắng mèo
- Chó giữ nhà, mèo bắt chuột
- Chó chê mèo lắm lông
- Mèo trắng hay mèo đen miễn là bắt được chuột (Đặng Tiểu Bình)
- Tắt đèn thì mèo nào cũng xám (ngạn ngữ phương Tây)
- Mèo khóc chuột: Chỉ thái độ giả tạo
- Ăn như rồng cuốn/nói như rồng leo/làm như mèo mửa: Chế giễu những người chỉ giỏi nói, ăn khỏe nhưng khi làm việc thì bây beng, không đâu vào đâu.
- Mèo mù vớ phải cá rán: châm biếm cho trường hợp gặp may bất ngờ đạt được cái hoàn toàn ngoài khả năng của mình
- Như mèo thấy mỡ
- Mỡ treo miệng mèo
- Mở đến miệng mèo còn không hưởng
- Hùm mất hươu hơn mèo mất thịt
- Giấu như mèo giấu cứt
- Im ỉm như mèo ăn vụng
- Rửa mặt như mèo: Chê tính cẩu thả, hời hợt, làm việc ẩu, không đến nơi đến chốn
- Mèo mả gà đồng: Câu ví với hạng người lăng nhăng, sống đầu đường, xó chợ, ăn chơi đàng điếm và đáng khinh.
- Mèo hoang lại gặp chó hoang/anh đi ăn trộm gặp nàng bứt khoai
- Mèo đến nhà thì khó, chó đến nhà thì sang
- Như chó với mèo: Chỉ sự xung đột ra mặt, không hòa thuận
- Mèo khen mèo dài đuôi
- Mèo lại hoàn mèo
- Không chó bắt mèo ăn cứt
- Võ công mèo cào (quào): Chế diễn các đòn tấn công yếu ớt
- Chó gio, mèo mù
- Con mèo lười[21]
- Con mèo hen: Chỉ cơ thể yếu ớt hay ốm đau
- Tuổi Mão, là con mèo ngoao/Hay quấu hay quào, ăn vụng quá tinh.
- Con mèo, con méo, con meo/Muốn ăn thịt chuột thì leo xà nhà
- Mèo lành ai nỡ cắt tai, gái kia chồng rẫy khoe tài làm chi?
- Mèo lành chẳng ở mả, ả lành chẳng ở hàng cơm
- Vợ phải rẫy tiu nghỉu như mèo lành mất tai
- Yêu nhau như chó với mèo